# Argences
Argences és un municipi francès situat al departament de Calvados i a la regió de Normandia. L'any 2007 tenia 3.495 habitants.

## Demografia

### Població
El 2007 la població de fet d'Argences era de 3.495 persones. Hi havia 1.327 famílies de les quals 306 eren unipersonals (135 homes vivint sols i 171 dones vivint soles), 417 parelles sense fills, 485 parelles amb fills i 119 famílies monoparentals amb fills.
La població ha evolucionat segons el següent gràfic:
Habitants censats

### Habitatges
El 2007 hi havia 1.425 habitatges, 1.364 eren l'habitatge principal de la família, 7 eren segones residències i 54 estaven desocupats. 1.232 eren cases i 175 eren apartaments. Dels 1.364 habitatges principals, 756 estaven ocupats pels seus propietaris, 587 estaven llogats i ocupats pels llogaters i 20 estaven cedits a títol gratuït; 26 tenien una cambra, 84 en tenien dues, 253 en tenien tres, 396 en tenien quatre i 604 en tenien cinc o més. 1.016 habitatges disposaven pel capbaix d'una plaça de pàrquing. A 624 habitatges hi havia un automòbil i a 569 n'hi havia dos o més.

### Piràmide de població
La piràmide de població per edats i sexe el 2009 era:
| Homes | Edats   | Dones |
| ----- | ------- | ----- |
| 0     | 95 o +  | 8     |
| 4     | 90 a 94 | 12    |
| 12    | 85 a 89 | 32    |
| 16    | 80 a 84 | 28    |
| 28    | 75 a 79 | 52    |
| 40    | 70 a 74 | 44    |
| 76    | 65 a 69 | 80    |
| 40    | 60 a 64 | 64    |
| 56    | 55 a 59 | 56    |
| 140   | 50 a 54 | 124   |
| 136   | 45 a 49 | 148   |
| 120   | 40 a 44 | 120   |
| 124   | 35 a 39 | 96    |
| 108   | 30 a 34 | 104   |
| 96    | 25 a 29 | 144   |
| 148   | 20 a 24 | 100   |
| 168   | 15 a 19 | 96    |
| 104   | 10 a 14 | 108   |
| 112   | 5 a 9   | 112   |
| 96    | 0 a 4   | 96    |

## Economia
El 2007 la població en edat de treballar era de 2.186 persones, 1.624 eren actives i 562 eren inactives. De les 1.624 persones actives 1.406 estaven ocupades (748 homes i 658 dones) i 217 estaven aturades (85 homes i 132 dones). De les 562 persones inactives 234 estaven jubilades, 170 estaven estudiant i 158 estaven classificades com a «altres inactius».

### Ingressos
El 2009 a Argences hi havia 1.359 unitats fiscals que integraven 3.543,5 persones, la mediana anual d'ingressos fiscals per persona era de 16.864 €.

### Activitats econòmiques
Dels 175 establiments que hi havia el 2007, 4 eren d'empreses extractives, 5 d'empreses alimentàries, 4 d'empreses de fabricació d'altres productes industrials, 28 d'empreses de construcció, 40 d'empreses de comerç i reparació d'automòbils, 6 d'empreses de transport, 6 d'empreses d'hostatgeria i restauració, 11 d'empreses financeres, 7 d'empreses immobiliàries, 21 d'empreses de serveis, 22 d'entitats de l'administració pública i 21 d'empreses classificades com a «altres activitats de serveis».
Dels 57 establiments de servei als particulars que hi havia el 2009, 1 era una oficina de correu, 6 oficines bancàries, 1 funerària, 4 tallers de reparació d'automòbils i de material agrícola, 1 taller d'inspecció tècnica de vehicles, 1 autoescola, 10 paletes, 3 guixaires pintors, 3 fusteries, 4 lampisteries, 3 electricistes, 9 perruqueries, 2 veterinaris, 3 restaurants, 3 agències immobiliàries, 2 tintoreries i 1 saló de bellesa.
Dels 23 establiments comercials que hi havia el 2009, 1 era un hipermercat, 1 una gran superfície de material de bricolatge, 3 botiges de menys de 120 m², 2 fleques, 5 carnisseries, 2 llibreries, 1 una llibreria, 1 una sabateria, 2 drogueries, 1 un drogueria i 4 floristeries.
L'any 2000 a Argences hi havia 16 explotacions agrícoles que ocupaven un total de 465 hectàrees.

## Equipaments sanitaris i escolars
El 2009 hi havia 1 farmàcia i 1 ambulància.
El 2009 hi havia 1 escola maternal i 2 escoles elementals. Argences disposava d'un col·legi d'educació secundària amb 516 alumnes.

## Poblacions més properes
El següent diagrama mostra les poblacions més properes.